# Martín Muñoz de la Dehesa (kommun)
Martín Muñoz de la Dehesa är en kommun i Spanien.   Den ligger i provinsen Provincia de Segovia och regionen Kastilien och Leon, i den centrala delen av landet, 110 km nordväst om huvudstaden Madrid. Antalet invånare är 209.